# Giáo phận Hồng Động
Giáo phận Hồng Động (tiếng Trung: 天主教洪洞教区; tiếng Latinh: Dioecesis Homtomensis) là một giáo phận của Giáo hội Công giáo Rôma ở tỉnh Sơn Tây (Trung Quốc), nằm trong Giáo tỉnh Thái Nguyên.

## Lịch sử
- 17/6/1932: Hạt Phủ doãn Tông tòa Hồng Động (洪洞) được thành lập trên diện tích tách ra từ Hạt Đại diện Tông tòa Lộ An Phủ (潞安府).
- 18/4/1950: Nâng cấp thành Giáo phận Hồng Động

## Lãnh đạo giáo phận
- Giám mục Hồng Động
  - Giám mục Phêrô Lưu Căn Trụ (22/12/2020 - hiện tại)
  - Giám mục Giuse Tôn Viễn Mô (7/11/1920–23/2/2006)
  - Giám mục Phanxicô Hàn Đình Bật (韓廷弼) (18/4/1950–21/12/1991)
- Phủ doãn Tông tòa Hồng Động
  - Giám mục Phanxicô Hàn Đình Bật (韓廷弼) (1949–18/4/1950)
  - Đ.c. Giuse Cao Tông Hán (高宗漢) (1942–14/11/1944)
  - Đ.c. Phêrô Thành Ngọc Đường (成玉堂) (24/5/1932–1942)